# Senaite
La senaite è un minerale appartenente al gruppo della crichtonite.